# Calochromus nagaii
Calochromus nagaii là một loài bọ cánh cứng trong họ Lycidae. Loài này được Nakane miêu tả khoa học năm 1961.